# Cymbopogon nardus
Cymbopogon nardus är en gräsart som först beskrevs av Carl von Linné, och fick sitt nu gällande namn av Alfred Barton Rendle. Cymbopogon nardus ingår i släktet Cymbopogon, och familjen gräs. Inga underarter finns listade i Catalogue of Life. Ceyloncitronella är ett svenskt namn på Cymbopogon nardus.

## Bildgalleri

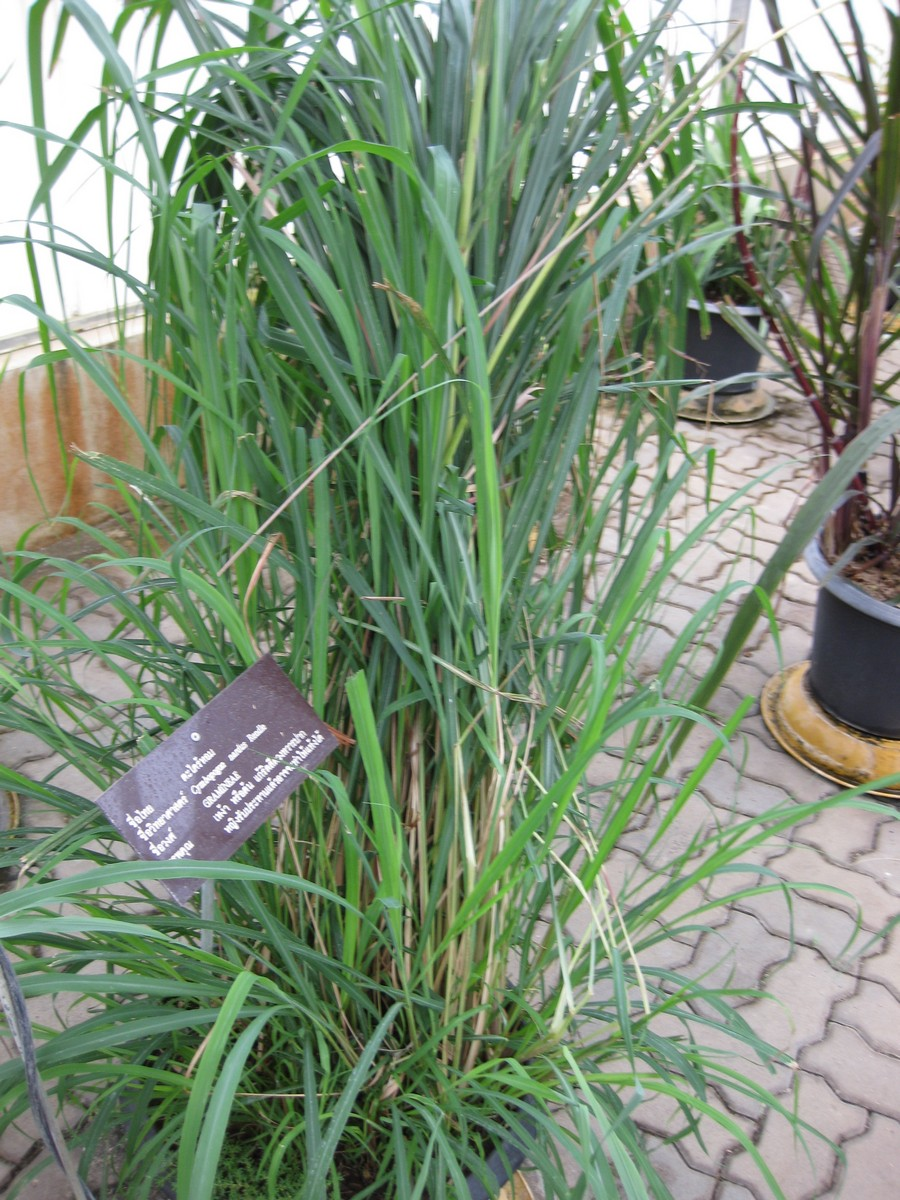
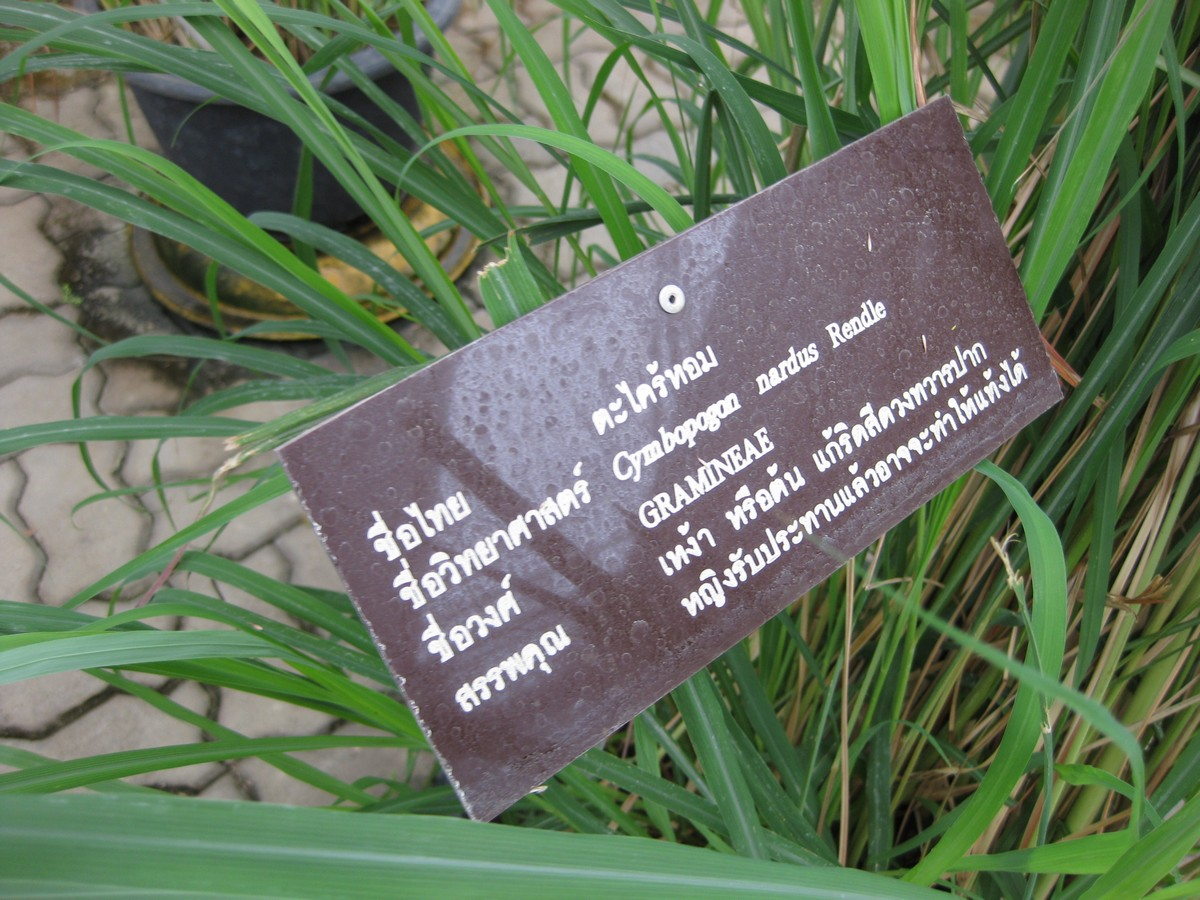
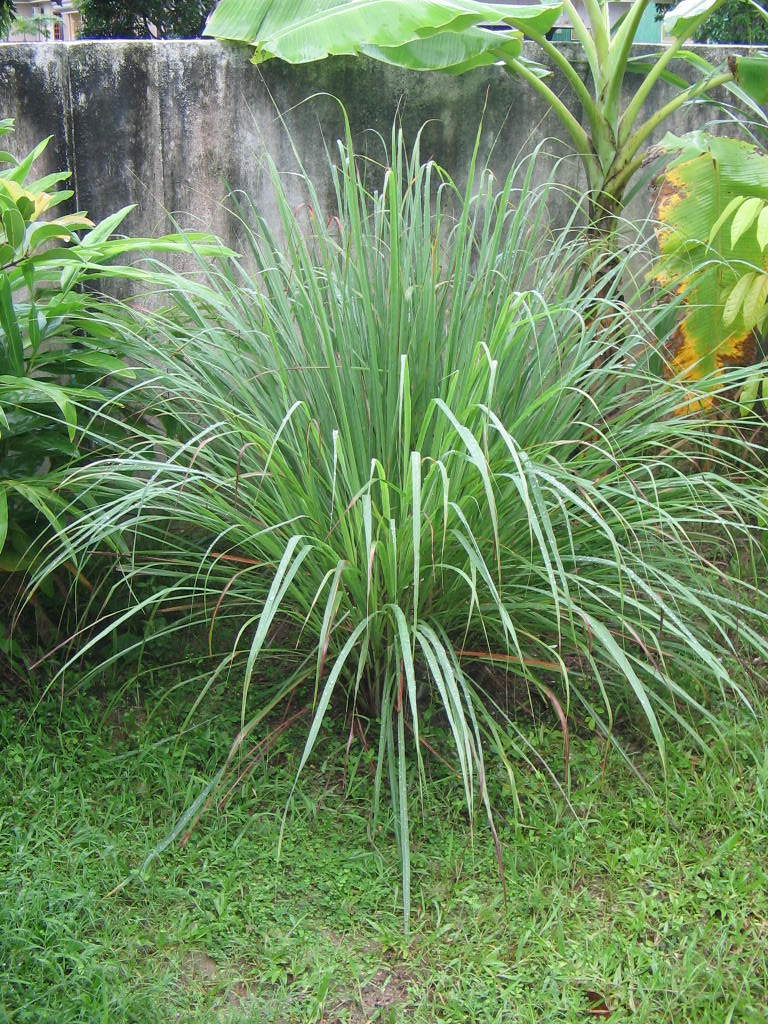
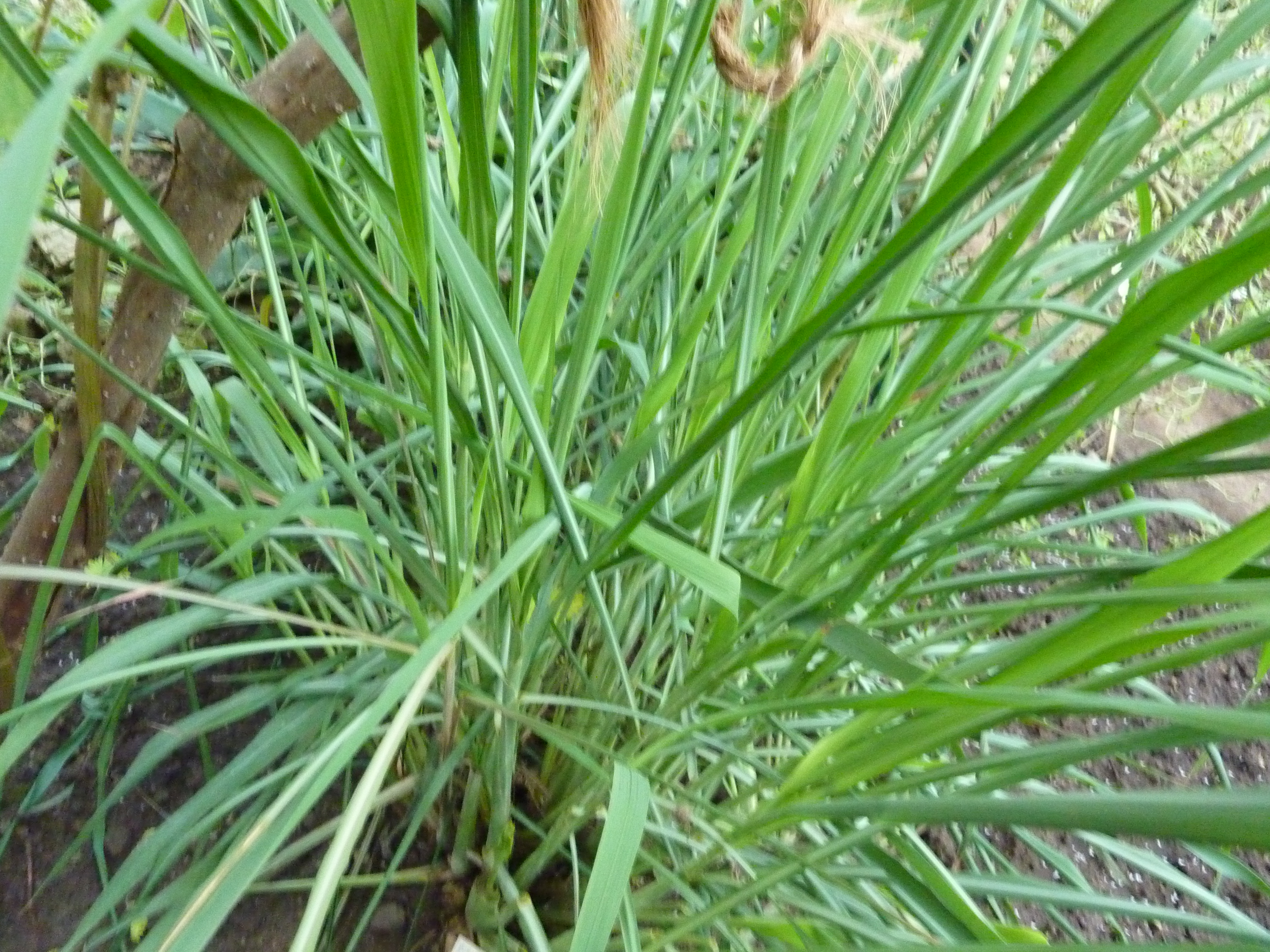